# Воштакна (Вашингтон)
Воштакна (енгл. Washtucna) град је у америчкој савезној држави Вашингтон. По попису становништва из 2010. у њему је живело 208 становника.

## Демографија
Према попису становништва из 2010. у граду је живело 208 становника, што је 52 (20,0%) становника мање него 2000. године.
| Група             | 2000.       | 2010.       |
| Белци             | 242 (93,1%) | 196 (94,2%) |
| Афроамериканци    | 0 (0,0%)    | 2 (1,0%)    |
| Азијати           | 0 (0,0%)    | 0 (0,0%)    |
| Хиспаноамериканци | 11 (4,2%)   | 5 (2,4%)    |
| Укупно            | 260         | 208         |